# Nakamura Hajime

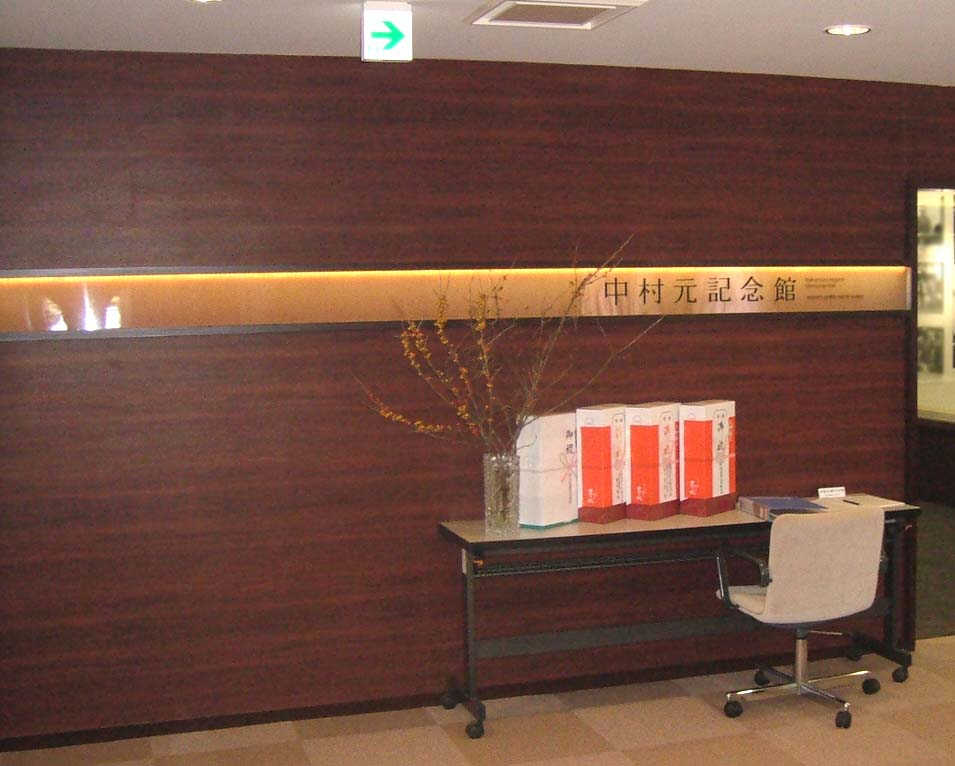
Nakamura Gedächtnishaus

Nakamura Hajime (japanisch 中村 元; geboren 28. November 1912 in Matsue (Präfektur Shimane); gestorben 10. Oktober 1999) war ein japanischer Orientalist und Indologe.

## Leben und Wirken
Nakamura Hajime machte seinen Abschluss am Institut für Philosophie der Geisteswissenschaftlichen Fakultät der Universität Tōkyō. 1943 wurde er Assistenzprofessor an der Fakultät und promovierte, beides im außergewöhnlichen jungen Alter. Er wurde Professor an seiner Alma Mater, bis er 1973 als „Meiyo Kyōju“ verabschiedet wurde.
Von 1950 bis 1956 gab Nakamura die "Geschichte der frühen Vedanta-Philosophie" (初期ヴェーダーンタ哲学史, Shoki Vedanta tetsugaku-shi) in vier Bänden heraus. 1957 erhielt er den kaiserlichen Ehrenpreis (恩賜賞, Onshi-shō) der Akademie der Wissenschaften, deren Mitglied er wurde. 1968 gründete er die „Gesellschaft der Ostasienstudien“ (東邦研究会, Tōhō Kenkyūkai) und das „Institut für Ostasienstudien“ (東方学院, Tōhō Gakuin) und wurde dessen Direktor.
Nakamuras Bücher beschäftigen sich mit den indischen Philosophien, mit dem Buddhismus, mit vergleichender Philosophie, mit Geschichte der Philosophien der Welt und weiteren Feldern, die er mit akademischer Gründlichkeit darstellte und in neue Bereiche vorantrieb. 1975 wurde er mit dem Mainichi-Kulturpreis für sein „Großes Lexikon buddhistischer Begriffe“  (仏教語大辞典, Bukkyōgo daijiten) ausgezeichnet.
1977 wurde er als Person mit besonderen kulturellen Verdiensten geehrt und im selben Jahr mit dem Kulturorden ausgezeichnet.
Sein Buch „Aufbereitung der Wissenschaft“ (学問の開拓, Gakumon no kaitaku) aus dem Jahr 1985 beschreibt Akademiker und andere Persönlichkeiten halbautobiografisch. Es enthält eine 82-seitige Bibliographie zu dem Thema.
Im Jahr 2012 wurde anlässlich des 100. Geburtstags in Matsue das „Nakamura Hajime Gedächtnishaus“ (中村元記念館, Nakamura Hajime kinenkan) eröffnet.